# Swieqi United Football Club (femminile)
Lo Swieqi United Football Club, citato anche come Swieqi United Women, è una squadra di calcio femminile maltese, sezione dell'omonimo club con sede nella cittadina di Swieqi, nella parte nordorientale di Malta.

## Storia
La squadra conquista il suo primo trofeo, la Coppa di Malta, nel 2023, superando per 2-1 le avversarie dell'Hibernians nella finale del 12 maggio al Centenary Stadium di Ta' Qali.
Dopo aver vinto per la prima volta nella storia del club la Supercoppa di Malta nel dicembre 2024, al termine della stagione 2024-2025, terminando al primo posto la poule scudetto della L-Ewwel Diviżjoni Maltija, livello di vertice del campionato maltese di categoria, ottengono il loro primo titolo di Campione di Malta interrompendo l'egemonia del Birkirkara che ha conquistato il titolo nelle precedenti sette edizioni.

## Palmarès
- Campionato maltese: 1

2024-2025
- Coppa di Malta: 1

2022-2023
- Supercoppa di Malta: 1

2024

## Organico

### Rosa 2024-2025
Rosa, ruoli e numeri di maglia come da sito mfa.com.mt, aggiornati al 1º maggio 2025.
| N. |                    | Ruolo | Calciatrice             |
| -- | ------------------ | ----- | ----------------------- |
| 1  | Brasile (bandiera) | P     | Paty                    |
| 2  | Malta (bandiera)   | D     | Thea Ida Scicluna       |
| 3  | Malta (bandiera)   | C     | Shannen Mallia          |
| 4  | Malta (bandiera)   | C     | Leanne Frendo           |
| 6  | Malta (bandiera)   | C     | Ema Micallef            |
| 7  | Malta (bandiera)   | D     | Sarah Urpani            |
| 8  | Malta (bandiera)   | A     | Jade Flask              |
| 9  | Malta (bandiera)   | D     | Emma Xuereb             |
| 10 | Ghana (bandiera)   | A     | Salamatu Abdulai        |
| 11 | Ghana (bandiera)   | A     | Karima Abdulai          |
| 12 | Malta (bandiera)   | P     | Chanelle Borg           |
| 13 | Malta (bandiera)   | D     | Ilona Abela             |
| 14 | Malta (bandiera)   | C     | Shona Zammit (capitano) |
| 15 | Malta (bandiera)   | D     | Rafanny Mendoza         |

| N. |                               | Ruolo | Calciatrice            |
| -- | ----------------------------- | ----- | ---------------------- |
| 16 | Stati Uniti (bandiera)        | C     | Nicola Lebakos         |
| 17 | Malta (bandiera)              | D     | Jade Schembri          |
| 18 | Malta (bandiera)              | D     | Tammy Falzon           |
| 19 | Malta (bandiera)              | C     | Ylenia Azzopardi       |
| 20 | Malta (bandiera)              | C     | Michaela Cachia        |
| 21 | Malta (bandiera)              | A     | Maria Vella            |
| 22 | Malta (bandiera)              | D     | Tea Kimamo             |
| 23 | Moldavia (bandiera)           | D     | Miriana Conti          |
|    | Ghana (bandiera)              | P     | Cynthia Konlan Fiindib |
|    | Ghana (bandiera)              | C     | Asana Alhassan         |
|    | Macedonia del Nord (bandiera) | C     | Eva Koneva             |
|    | Malta (bandiera)              | C     | Gabrielle Tonna        |
|    | Malta (bandiera)              | A     | Mariah Sciberras       |